# Turbo (film)
Pour les articles homonymes, voir Turbo.
Pour plus de détails, voir Fiche technique et Distribution.
Turbo est un film d'animation américain réalisé par David Soren et produit par les studios DreamWorks Animation, sorti en 2013.

## Synopsis
Théo est un jeune escargot qui n'a qu'une seule envie : devenir le mollusque le plus rapide du monde et affronter les plus grands pilotes lors des 500 miles d'Indianapolis, dont son idole, le célèbre Guy La Gagne. Cependant, Théo travaille dans un chantier de récolte de tomates, bien loin de l'odeur du pneu brulé, et son obstination pour la course provoque la moquerie de ses compagnons de travail. Chet, le frère de Théo, subit jour après jour la passion de Théo, étant tenu responsable pour toutes ses maladresses.
Un jour de chantier, Théo se lance le défi de récupérer une tomate sur la pelouse malencontreusement tombée le jour du passage de la tondeuse à gazon par le jardinier. Sauvé par ses camarades, sa folie manque de lui coûter la vie.
Se sentant rejeté, Théo s'en va à la tombée de la nuit. Rêvant de vitesse et observant les bolides avalant le bitume du dessus de l'autoroute, Théo fait le vœu d'aller vite. Mais lorsque le gastéropode est déstabilisé par le passage d'un camion, il chute et atterrit sur le capot d'une voiture, prête pour le départ d'une course de rue. Une Lors d'une violente accélération, Théo est aspiré dans le moteur. Lorsque le pilote déclenche le nitro, l'escargot est noyé dans le protoxyde d'azote, puis éjecté par l'échappement. Ses structures biologiques et molécutlaire s'en trouvent modifiées.
L'escargot veut retourner voir Chet pour tout lui dire. Sa transformation se manifeste par un allumage de ses yeux à la manière de phares, d'alarme et de bruit de radio. Gêné, il s'éloigne et finit piégé par un garçon en tricycle, prêt à l'écraser. Théo est sur le point de mourir. Mais il se retrouve en quelques instants au loin, laissant derrière lui des traces de pneu. Il découvre l'étendue de sa transformation, qui lui confère une vitesse irréelle. Après une poursuite à travers le jardin, Théo parvient à se débarrasser du garçon. Mais il détruit accidentellement le potager et se fait virer avec Chet. Au moment où Celui-ci à annonce que c'est la goutte d'eau qui fait déborder le vase, Cher est capturé par une gang de corbeaux affamés. Déterminé à sauver son frère, Théo utilise ses nouveaux pouvoirs pour lui porter secours, et met au tapis l'un des volatiles qui se fait percuter par un camion et meurt sur le coup.
Se remettant de leurs émotions, ils se font attraper par Tito, un marchand de tacos passionné de courses d'escargots, qui travaille avec son frère Angelo, dans une boutique au milieu d'un centre commercial délabré et sans clients. Confronté à d'autres escargots lors d'une course, sa vitesse laisse les participants choqués. Auprès de ses concurrents, Théo se fait désormais appeler "Turbo". Tito voit le potentiel de l'escargot, et se met dans la tête d'utiliser son extraordinaire trouvaille pour faire de la publicité au centre commercial et amener des clients. Son enthousiasme le pousse à inscrire Turbo aux 500 miles d'Indianapolis, grâce aux économies du magasin et à l'aide financière des autres commerçants, eux aussi passionnés de course de gastéropodes.
À Indianapolis, Tito n’a pas réussi à faire inscrire Turbo mais l’escargot réussit à attirer l’attention en montrant sa vitesse et en atteignant une proche de La Gagne, devenant par la suite une sensation populaire sur les médias sociaux. Au début réticent à la participation de Turbo aux 500 miles, le président de la course sous la pression de la foule et de Guy La Gagne finit par céder. La veille de la course, Turbo se faufile après une dispute avec Chet et rencontre La Gagne, qui révèle sa vraie nature ; tout ce qui l'intéresse vraiment, c'est de gagner et qu’il l’a soutenu juste pour se mettre en avant, et le démoralise et lui ordonne de se retirer de la course tant qu'il le peut encore et le met dehors de son garage.
Le lendemain, la course commence, Mais lors des premiers tours, l'escargot en bave à cause de sa petite taille, et passe son temps à échapper à la mort plutôt qu'à faire la course. Lors d'un arrêt aux stands particulier(graissage du pied, épilation, bouteille d'eau pour carburant, massage, musique relaxante et delaxante, l'écurie de Turbo lui conseille de ruser et d'utiliser sa taille à son avantage. Se faufilant sous les monoplaces en passant en dessous des autres voitures, Turbo remonte jusqu'en 2nde place. Lors d'un affrontement pour la pole position avec Guy La Gagne qui le met en difficulté en le mettant dans l'exterieur de la piste plein de bouts de gomme venant des pneus, Turbo s'envole et frappe le mur de plein fouet. Les dégâts sur sa coquille rendent ses pouvoirs instables. Son écurie lui dit qu'il doit arrêter et le rassure en lui disant qu'ils sont fiers de lui. Mais en voyant une voiture se transformer en tomate (celle qu'il voulait sauver au début du film) Turbo Refuse d'abandonner et continue la course avec peine même malgré les disfonctionnements de ses pouvoirs et réussit à prendre la tête devant La Gagne après qu'il ait fait une figure sur le mure. Refusant de se faire battre par un escargot, lors du dernier tour, le champion effectue un dépassement sur la partie extérieure de la piste, recouverte de débris de pneus, reprend la tête mais perd le contrôle de sa voiture et provoque un énorme crash bloquant la ligne droite de la ligne d'arrivée. Turbo, blessé à quelques mètres, remarque avec horreur qu'il a perdu tous ses pouvoirs car sa coquille de course a été volée par La Gagne et que sa coquille naturelle a été trouée durant le crash. Croyant qu'il ne peut plus réaliser son rêve, il s'enfonce dans sa coquille le cœur brisé. Chet qui le rejoint à dos de Corbeau avec l'écurie de Turbo l'ayant vu à l'œuvre et croyant enfin en lui et des capacités de son frère en tant que pilote, lui dit qu'il a fait tout ça poir lui et l'encourage de finir la course, même sans pouvoirs. Le moral revenu, Turbo donne tout ses efforts et avance ver la ligne d'arrivée. La Gagne fou de rage, apercevant le mollusque s'y rapprochant, essaye de pousser et tirer péniblement l'épave de son bolide jusqu'à la ligne pour essayer de gagner. À quelques centimètres, Guy essaye d'écraser Turbo, qui finit par rouler dans sa coquille. La Gagne saute et essaie de l'écraser à la main mais le mollusque franchit la ligne de justesse sous les cris du public.
Sortant vainqueur de la course, Turbo améliore considérablement les conditions de vie des commerçants grâce à l'engouement qu'il a provoqué. Le maquettiste du centre commercial se paye le loisir d'équiper tous les autres escargots de course Will Flash, D-rapp, Braise, Cool-Raoul et L'ombre Blanche de coquilles de course motorisées et transformables ultrasophistiquées. Ayant cicatrisé rapidement de ses blessures et après avoir reçu une nouvelle coquille de course, Turbo s'élance sur la ligne de départ avec ses amis, découvrant pour son plus grand bonheur que sa vitesse est toujours en lui.

## Fiche technique
- Titre original et français : Turbo
- Réalisation : David Soren
- Scénario : Darren Lemke et David Soren
- Direction artistique : Chris Stover
- Décors :
- Montage : James Ryan
- Musique : Henry Jackman
- Production : Lisa Stewart
- Société de production : DreamWorks Animation SKG
- Société de distribution : 20th Century Fox
- Pays de production :  États-Unis
- Langue originale : anglais
- Format : couleur - 65 mm - 2,35:1 - son Dolby Digital
- Genre cinématographique : Animation
- Durée : 96 minutes
- Dates de sortie : 
  - France : 16 octobre 2013
  - États-Unis et Canada : 17 juillet 2013

## Distribution

### Voix originales
- Ryan Reynolds : Theo alias « Turbo »
- Paul Giamatti[1] : Chet, le frère de Turbo
- Michael Peña[1] : Tito Lopez alias « Taco-Man »
- Maya Rudolph[1] : Burn
- Snoop Dogg[1] : Smoove Move
- Luis Guzmán[1] : Angelo Lopez, le frère de Tito
- Bill Hader[1] : Guy Gagné
- Samuel L. Jackson[1] : Whiplash
- Ken Jeong[1] : Kim Ly
- Michelle Rodriguez[1] : Paz
- Kurtwood Smith[1] : Directeur général
- Richard Jenkins[1] : Bobby
- Ben Schwartz[1] : Skid Mark
- Mike Bell : White Shadow

### Voix françaises
- Laurent Lafitte : Theo alias « Turbo »
- Gérard Darier : Chet, le frère de Turbo
- Emmanuel Garijo : Tito Lopez alias « Taco-Man »
- Enrique Carballido : Angelo Lopez, le frère de Tito
- Jérémie Covillault : Guy La Gagne
- Frantz Confiac : Will Flash
- Michèle Bardollet : Kim Ly
- Emmanuelle Rivière : Paz
- Jean-Paul Pitolin : Cool Raoul
- Mark Lesser : D-Rapp, Skid Mark
- Paul Borne : l'Ombre Blanche
- Annie Milon : Braise
- Michel Papineschi : Bobby
- Patrick Raynal : le directeur de la course
- Thierry Murzeau : Foreman

 Source et légende : version française (VF) sur RS Doublage , selon le premier extrait du film et sur AlloDoublage

### Voix québécoises
- Martin Watier : Theo alias « Turbo »
- Gabriel Lessard : Tito Lopez alias « Taco-Man »
- Catherine Hamann : Braise
- François Sasseville : Chet, le frère de Turbo
- Nicholas Savard L'Herbier : Cool Raoul (Smoove Move)
- Stéphane Rivard : Angelo Lopez
- Patrick Chouinard : Guy Lagagne
- Benoit Éthier : Bobby
- Benoît Gouin : Kim-Ly
- Maël Davan-Soulas : D-rapp (Skid Mark)
- Marika Lhoumeau : Paz
- Widemir Normil : Will Flash (Whiplash)
- Marc Bellier : Carl
- Olivier Visentin : le gros escargot
- Daniel Picard : le directeur de la course
- Hugolin Chevrette-Landesque : l'internaute

Source : Version québécoise (VQ) sur Doublage.qc.ca

## Adaptation
Aux États-Unis, le film a inspiré une série télévisée pour enfants, intitulée Turbo FAST (Fast Action Stunt Team) et est diffusée à partir de décembre 2013 sur Netflix.

## Accueil

### Réception critique
Le film est bien accueilli par le public français puisque sa note moyenne sur Allociné est de 3,7/5 pour un peu plus de 3 587 votants (au 19 mars 2021).

### Box-office
| Pays ou région | Box-office        | Date d'arrêt du box-office | Nombre de semaines |
| -------------- | ----------------- | -------------------------- | ------------------ |
| États-Unis     | 83 028 128 $,     | 12 décembre 2013           | 22                 |
| France         | 2 472 511 entrées | 14 janvier 2014            | 13                 |
| Monde          | 282 570 682 $     | 16 décembre 2013           | -                  |

## Distinctions

### Nominations
- Satellite Awards 2013 : meilleur film d'animation